# Wilhelm II Dobry
Wilhelm II Dobry (ur. w 1155, zm. 11 listopada 1189 w Palermo) – król Sycylii w latach 1166–1189.
Wilhelm II był synem króla Wilhelma I i Małgorzaty z Nawarry. W chwili śmierci ojca był małoletni i do 1171 funkcję regentki sprawowała jego matka.
Wilhelm rzadko opuszczał swój pałac w Palermo. Mimo to jego panowanie to okres intensywnych działań politycznych. Wspierał papiestwo i Ligę Lombardzką przeciw cesarzowi Fryderykowi Barbarossie. W lutym 1177 poślubił Joannę, córkę króla Anglii Henryka II Plantageneta, co ugruntowało jego znaczenie w polityce. Kilka miesięcy później doprowadził do podpisania pokoju w Wenecji z cesarzem. Traktat został umocniony poprzez małżeństwo jego ciotki Konstancji z Henrykiem, synem Barbarossy, co umożliwiło później Hohenstaufom objęcie tronu sycylijskiego.
W lipcu 1174 wojska Wilhelma II zaatakowały Aleksandrię, jednak szybka odsiecz ze strony Saladyna zmusiła je do wycofania się. Lepsze perspektywy stwarzało wmieszanie się w sprawy Bizancjum po śmierci Manuela I w 1180. 11 czerwca 1185 wojska sycylijskie zdobyły Durazzo. Następnie armia licząca 80 tys. żołnierzy (w tym 5000 rycerzy) pomaszerowała do Salonik, natomiast flota składająca się z 200 okrętów zaatakowała Wyspy Jońskie. W sierpniu Saloniki zostały zdobyte. Jednak cesarz Izaak II Angelos pokonał najeźdźców nad Strymonem (7 września 1185). Normanowie natychmiast opuścili Saloniki. W 1189 Wilhelm II zawarł pokój z Izaakiem zwracając mu zajęte tereny.
Siły Wilhelma II odegrały znaczącą rolę w trzeciej wyprawie krzyżowej. Jego admirał Margarito zmusił Saladyna do wycofania się spod Trypolisu wiosną 1188.
Wilhelm II i jego żona Joanna mieli tylko młodo zmarłego syna Boemunda, księcia Apulii (wzmiankowany w 1181). Dlatego w kilka lat po śmierci króla tron sycylijski przeszedł w ręce Konstancji i jej męża Henryka VI.
Wilhelm II ufundował katedrę w Monreale. Dante w Boskiej komedii umieścił króla w raju.